# الشرش
الشرش هو ثوب المراة الأردنية ذات اللون الأسود يشبه العباءة في الخليج العربي لكنه مغلق إلا من الرقبة والأسفل، يلتحق به الشنبر وهو يلتف على الرقبة، أصبح اليوم مقتصرا على النساء الكبيرات في شمال الأردن.
الشرش الأردني يتكون من جزائين امامي وخلفي متصلة من الجانبين بقطعة مثلثة رأسها إلى أعلى تمتد من تحت الإبط إلى أسفل الشرش وتسمى البنيقة.
تم إضافة الكثير من التعديلات على الشرش الأردني مع مرور الزمن وذلك بازالة البنيقتين الجانبيتين ليصبح اضيق قليلا من الأسفل. كما أصبحت فتحة الرقبة اضيق قليلا بعد استغناء العديد من النساء الكبيرات عن الشنبر ولبسهن الحجاب العادي فوق الشرش.
كما أصبح الشرش أكثر جمالا وذلك بإضافة التطريز إليه ليصبح اسمه باللهجة الاردنيه "ثوب مطرز"
ويعتبر الشرش من أشهر الملابس النسائية في بلاد الشام ويختلف اسمه من منطقة إلى أخرى ومن بلد إلى آخر ففي فلسطين يسمى ثوب وهو عادة ما تلبسه نساء البدو ويغلب عليه اللون الأسود إلا أن ثياب نساء الفلاحين تتعدد ألوانه بين الأبيض ويلبس في المناسبات والأسود للعمل في الحقول ويربط في وسطه الحزام المطرز والذي يساهد المراة على شد بطنها وإخفاء أغراضها الشخصية فيه ويعتبر لبساً فاخراً لدي العجائز في المناسبات.
وعلى غرار الشرش يوجد أيضا الداير والشاش